# János Sajnovics
János Sajnovics (12. svibnja 1733. – 4. svibnja 1785.), mađarski jezikoslovac i isusovac.  
Najviše je poznat po svom pionirskom radu u komparativnoj lingvistici, posebice u njegovom sustavnom prikazu odnosa između samijskih jezika i mađarskog jezika, izdanom 1770. Njegov rad je kasnije razvio Samuel Gyarmathi.